# Isolani dei Mari del Sud
Gli isolani dei Mari del Sud, precedentemente chiamati Kanaka, sono i discendenti australiani degli isolani del Pacifico, provenienti da più di 80 isole, tra cui gli arcipelaghi dell'Oceania come le Isole Salomone, la Nuova Caledonia, Vanuatu, Figi, le Isole Gilbert e la Nuova Irlanda. Essi furono o reclutati tra la metà e la fine del XIX secolo come lavoratori nei campi di canne da zucchero del Queensland. Alcuni sono stati rapiti o ingannati (o blackbirded) a diventare servi a contratto a lungo termine. Al culmine del fenomeno, è stata reclutata oltre la metà della popolazione maschile adulta di alcune isole.

## Storia
Ai sensi del Polynesian Laborers Act del 1868, il lavoro reclutato veniva vincolato per tre anni in cambio di un piccolo salario di £ 6 all'anno, vitto, alloggio e vestiario. I datori di lavoro dovevano depositare i salari dei propri dipendenti su un conto della cassa di risparmio statale.
La maggior parte fu rimpatriata dal governo australiano nel periodo tra il 1906 e il 1908 ai sensi del Pacific Island Laborers Act 1901, una legge relativa alla politica dell'Australia Bianca.
Coloro che non furono rimpatriati e che sfuggirono alla deportazione rimasero in Australia per formare la base di quello che oggi è il più grande gruppo etnico nero non indigeno in Australia. Oggi i discendenti sono chiamati "isolani dei Mari del Sud".
Non si sa quanti isolani siano stati blackbirded ed è tutt'oggi una questione oggetto di controversia. Con il tempo, a causa dei matrimoni misti, anche molti isolani dei Mari del Sud australiani rivendicano antenati misti, tra cui Aborigeni e isolani dello Stretto di Torres, insieme a immigrati dalle isole del Pacifico meridionale ed australiani europei.

## Terminologia
Gli isolani blackbirded e reclutati erano chiamati Kanakas (da "uomo" in hawaiano). Tuttavia, ora è considerato un termine dispregiativo e un offensivo che richiama lo sfruttamento dei loro antenati per mano degli australiani bianchi.

## Importanti isolani dei Mari del Sud australiani

### Attivismo e politica
Nelle ultime generazioni di isolani dei Mari del Sud, dovendo affrontare una discriminazione simile a quella subita dagli Aborigeni australiani e gli isolani dello Stretto di Torres, sono emerse figure di spicco nei diritti civili e in politica. Faith Bandler, Evelyn Scott e Bonita Mabo (vedova di Eddie Mabo) sono importanti attiviste indigeni discendenti dai lavoratori delle piantagioni. Stephen Andrew, che rappresenta il partito politico One Nation nel Parlamento del Queensland, è stato il primo isolano dei Mari del Sud a essere eletto al parlamento.

### Sport
Nel rugby Sam Backo, Mal Meninga, Gorden Tallis e Wendell Sailor sono membri della comunità australiana degli isolani del Mare del Sud.

## Riconoscimento e documentazione
Per molti anni, le comunità isolane dei Mari del Sud del Queensland hanno cercato il riconoscimento per il trattamento subito in passato e di essere riconosciuti come gruppo culturale distinto. Dopo decenni, il governo del Commonwealth ha riconosciuto questa distinzione il 25 agosto 1994. La Biblioteca di Stato del Queensland conserva diverse collezioni relative alla storia degli isolani del Mare del Sud australiani nel Queensland.